# Румму (Гаапсалу)
Ру́мму (ест. Rummu küla) — село в Естонії, у волості Рідала повіту Ляенемаа.

## Населення
Чисельність населення на 31 грудня 2011 року становила 13 осіб.

## Географія
Поблизу села проходить автошлях 103 (Рідала — Ніґула).

## Історія
З 1998 року село відновлено як окремий населений пункт.